# 我的莫格利男孩
我的莫格利男孩，2019年中國大陸電視劇，由马天宇、杨紫出演。於2019年8月29日愛奇藝首播，每週四至周日晚間8點更新。

## 播出时间
| 频道       | 所在地   | 播出日期      | 播出时间                                                                           | 备注 |
| ---------- | -------- | ------------- | ---------------------------------------------------------------------------------- | ---- |
| 爱奇艺     | 中国     | 2019年8月29日 | 每周四至日更新2集 VIP抢先看8集                                                     |      |
| 爱奇艺频道 | 马来西亚 | 2019年8月30日 | 星期四至日 18:00 - 20:00（两集连播） （9月11日起改為星期四至日 20:00 - 22:00播出） |      |

## 劇情簡介
莫格利（馬天宇飾）是在森林裡被守林爺爺撫養長大的男孩，從小便與森林中的動物嬉戲成長。身為獨立創業女性的凌煕（楊紫飾）誤將莫格利帶回城市，本想盡快送其回森林，不料因工作室的營銷需求不得不留下莫格利。凌熙與莫格利住在了同一屋簷下，兩人漸漸建立起了不一樣的感情，莫格利作為人類和自然的橋樑，在凌煕的幫助下，逐漸學習與融入到現代社會生活，知道做人的道理；而凌煕在莫格利身上學到了大自然的哲學，並加入生態保護行列，拯救環境，兩人互相學習，一起成長。

## 演员表
| 演员     | 角色          | 简介 | 登场集数 |
| 馬天宇   | 莫格利 / 夏野 | 森林長大的男孩，心思單純但很有原則，不喜欢被人欺骗与利用。在森林里唯一親人是守林人爺爺，因一場意外与凌熙來到都市，后与凌熙一起生活。是儲時失散多年的哥哥。喜歡凌熙，后与凌熙终成眷属 | 全剧     |
| 楊紫     | 凌熙          | 服裝設計犀犀凌工作室的創業者，新時代女性，凌宇無血緣關係的妹妹，鄭理的青梅竹馬，暗恋鄭理二十年，但之後漸漸愛上莫格利，后与莫格利终成眷属                                             | 全剧     |
| 傅孟柏   | 陸子曰        | 鄭理的前室友兼兄弟，是一個母胎單身的單純律師兼大學教授，喜歡唐澄，與唐澄分手後又復合                                                                                                 |          |
| 黄灿灿   | 唐澄          | 律師，凌熙的閨蜜，喜歡陸子曰，與陸子曰分手後又復合 |          |
| 任言愷   | 鄭理          | 沃夫集團經理，凌熙的青梅竹馬，被其暗恋，被表白后拒绝其，白艺凌的上司，喜歡白藝凌，后与白艺凌在一起                                                                                   |          |
| 王真儿   | 白藝凌        | 鄭理的私人助理，池旭的前妻，前期因无法接受与郑理的年龄差距而拒绝郑理的表白，後與鄭理在一起                                                                                           |          |
| 吳昊澤   | 凌宇          | 凌熙無血緣關係的哥哥，高婕的未婚夫，因家庭關係而選擇和高婕在一起，但其心里并不喜欢高婕，喜歡儲時                                                                                     |          |
| 鄭湫泓   | 儲時          | 因喜歡中國文化來中國當國外交換學生，想尋找有傳統文化魅力的中國男友并且要尝遍中国美食与享受中国的文化，喜歡凌宇，得知凌宇要結婚，和其斷絕關係 ，莫格利（夏野）失散多年的妹妹          |          |
| 陳雅麗   | 高婕          | 凌宇的未婚妻，有公主病，狗眼看人低的女人，一次为了炫耀自己的未婚夫而让凌宇吻自己的手和脚，威脅凌宇和她結婚                                                                           |          |
| 高健     | 池旭          | 白藝凌的前夫 |          |
| 付柔美琦 | 兔兔          | 凌熙公司員工 |          |
| 景研竣   | 李凱          | 凌熙公司員工 |          |
| 麦童     | 任何          | 凌熙公司員工 |          |
| 尹鑄勝   | 鄭偉珏        | 鄭理的父親 ，殺死守林人的真兇，最後因殺害丁東海遭判處無期徒刑 |          |
| 羅鋼     | 凌正浩        | 凌熙和凌宇的父親，沃夫集團董事長 |          |
| 顧艷     | 文郁          | 凌宇的母親 |          |
| 屈刚     | 侯老闆        | 律師事務所老闆 |          |
| 夏梓桐   | 馮知言        | 大學古典文學老師，陸子曰的同事、相親對象 |          |
| 黃柏鈞   | 李昱珩        | 墨子資本CEO，喜歡凌熙，是莫格利的情敵 |          |
| 曹毅     | 丁東海        | 凌宇的親生父親，丁東海和凌熙父親凌正浩和鄭理父親鄭偉鈺三人是髮小關係，年輕的時候，三人經營著一家貿易公司。後來幫鄭偉珏頂罪而入獄，出獄後威脅鄭偉珏，而遭其滅口。                     |          |

## 電視劇歌曲
| 曲序 | 曲目                     | 作詞           | 作曲           | 編曲           | 演唱         |
| ---- | ------------------------ | -------------- | -------------- | -------------- | ------------ |
| 1.   | 你像風來了（主題曲）     | 郭薾多、翁瑋盈 | 翁瑋盈、黃艾倫 | 翁瑋盈、黃艾倫 | 金玟岐       |
| 2.   | 有風的夜晚（片尾曲）     | 史書聞         | 鄭宇界         | 周家騵         | 楊紫         |
| 3.   | 顛倒（插曲）             | 龔佳城         | 鄭宇界         | 周家騵         | 房東的貓     |
| 4.   | 不只是一首小插曲（插曲） |                |                |                | 余佳運       |
| 5.   | 聽我說說（插曲）         | 陳瑋儒         | 陳瑋儒         | 周家騵         | 趙天宇       |
| 6.   | 說走就走的旅行（插曲）   |                |                |                | 周子琰、週品 |
| 7.   | Yeah（插曲）             |                |                |                | 馬嘉         |